# Bressols

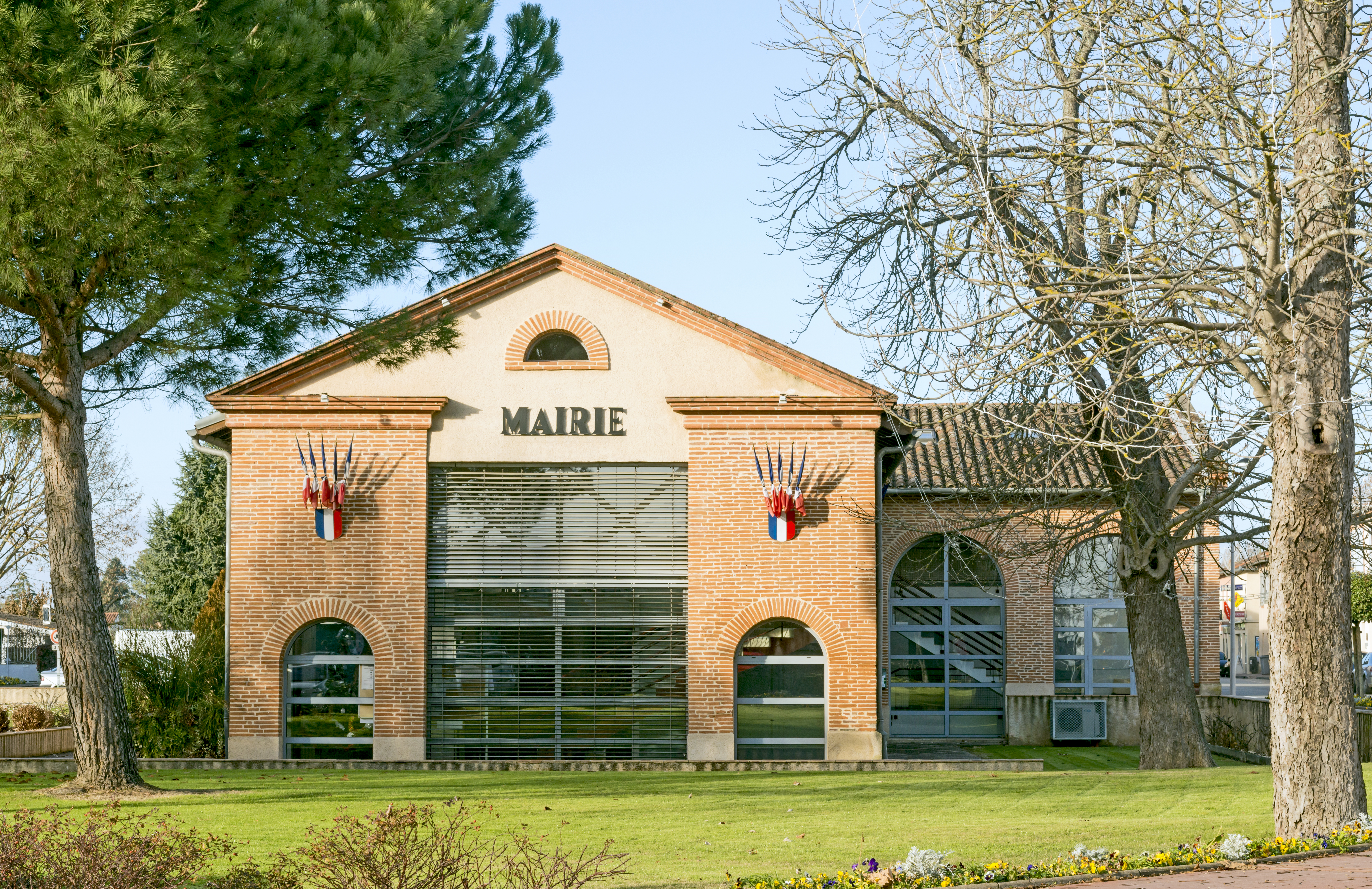
Ratusz.

Bressols – miejscowość i gmina we Francji, w regionie Oksytania, w departamencie Tarn i Garonna.
Według danych na rok 1990 gminę zamieszkiwało 2247 osób, a gęstość zaludnienia wynosiła 110 osób/km² (wśród 3020 gmin regionu Midi-Pireneje Bressols plasuje się na 155. miejscu pod względem liczby ludności, natomiast pod względem powierzchni na miejscu 543.).